# The Apprentice (show)
The Apprentice – amerykański reality show oceniający umiejętności biznesowe grupy zawodników, starających się o pracę na stanowisku praktykanta (ang. apprentice – praktykant). Nadawany od 2004 roku w różnych formatach na kanale NBC. Do 14 sezonu gospodarzem programu, u którego uczestnicy ubiegali się o pracę, był amerykański miliarder, Donald Trump.
W Polsce, we wrześniu i październiku 2017 r., przez TV4 pod nazwą „Trampolina” emitowana była 10. edycja.